# Lucas Veríssimo
Lucas Veríssimo da Silva (Jundiaí, São Paulo, 7 de julio de 1995) es un futbolista brasileño que juega de defensa en el Al-Wakrah S. C. de la Liga de fútbol de Catar.

## Trayectoria
Se formó en las inferiores del José Bonifácio y el Linense, fue en este último donde en enero de 2013 fue promovido al primer equipo. Sin embargo, poco tiempo después entró a las inferiores del Santos.
Fue promovido al primer equipo del club el 30 de diciembre de 2015. Debutó profesionalmente el 30 de enero de 2016, como titular en el empate 1-1 contra el São Bernardo por el Campeonato Paulista. Renovó su contrato con el club el 2 de marzo.
Con el regresó del lesionado David Braz y el fichaje de Luiz Felipe, fue suplente del primer equipo. Jugó su primer encuentro de Serie A el 14 de septiembre de 2016 en la derrota por 1-0 contra el Botafogo.
Debutó en la Copa Libertadores el 16 de marzo de 2017, como titular en la victoria en casa por 2-0 contra el The Strongest. Anotó su primer gol como profesional el 4 de mayo, el que fue el gol de la victoria por 3-2 contra Independiente Santa Fe.
El 18 de julio de 2017 renovó su contrato con el Santos hasta junio de 2022, tiempo en que ganó continuidad en el equipo. Jugó su encuentro número 100 con el equipo el 13 de mayo de 2018 contra Paraná.
El 8 de junio de 2020 renovó su contrato con el Santos hasta 2024. Unos meses después, el 15 de enero de 2021, el club anunció que había llegado a un acuerdo con el S. L. Benfica para su traspaso, incorporándose al equipo portugués una vez finalizara su participación en la Copa Libertadores.
En noviembre de 2021 sufrió una lesión que le dejó sin poder volver a jugar hasta la temporada 2022-23. En ella participó en seis partidos y en julio de 2023 regresó a Brasil para jugar cedido un año en el S. C. Corinthians. Después de este préstamo abandonó definitivamente la entidad lisboeta al ser traspasado al Al-Duhail S. C.
En dos temporadas años en Catar disputó más de cuarenta partidos y marcó tres goles. Siguió una tercera después de ser cedido el 21 de julio de 2025 al Al-Wakrah S. C.

## Selección nacional
El 9 de septiembre de 2021 debutó con la selección de Brasil en un encuentro de clasificación para el Mundial 2022 ante Perú que los brasileños ganaron por dos a cero.

## Estadísticas
Actualizado al último partido disputado el 14 de mayo de 2025.
| Club | Div.          | Temporada     | Liga  | Liga  | Estatal | Estatal | Copas nacionales(1) | Copas nacionales(1) | Copas internacionales(2) | Copas internacionales(2) | Total | Total |
| Club | Div.          | Temporada     | Part. | Goles | Part.   | Goles   | Part.               | Goles               | Part.                    | Goles                    | Part. | Goles |
| --- | ------------- | ------------- | ----- | ----- | ------- | ------- | ------------------- | ------------------- | ------------------------ | ------------------------ | ----- | ----- |
| Santos F. C. · Brasil | 1.ª           | 2016          | 3     | 0     | 13      | 0       | 3                   | 0                   | ―                        | ―                        | 19    | 0     |
| Santos F. C. · Brasil | 1.ª           | 2017          | 34    | 0     | 12      | 0       | 4                   | 0                   | 9                        | 1                        | 59    | 1     |
| Santos F. C. · Brasil | 1.ª           | 2018          | 14    | 0     | 10      | 1       | 2                   | 0                   | 7                        | 1                        | 33    | 2     |
| Santos F. C. · Brasil | 1.ª           | 2019          | 33    | 2     | 2       | 0       | 4                   | 0                   | 0                        | 0                        | 39    | 2     |
| Santos F. C. · Brasil | 1.ª           | 2020          | 16    | 1     | 7       | 0       | 1                   | 0                   | 11                       | 1                        | 35    | 2     |
| Santos F. C. · Brasil | Total club    | Total club    | 100   | 3     | 44      | 1       | 14                  | 0                   | 27                       | 3                        | 185   | 7     |
| S. L. Benfica Portugal | 1.ª           | 2020-21       | 14    | 2     | ―       | ―       | 1                   | 0                   | 2                        | 0                        | 17    | 2     |
| S. L. Benfica Portugal | 1.ª           | 2021-22       | 10    | 3     | —       | —       | 1                   | 0                   | 7                        | 0                        | 18    | 3     |
| S. L. Benfica Portugal | 1.ª           | 2022-23       | 2     | 0     | —       | —       | 2                   | 0                   | 2                        | 0                        | 6     | 0     |
| S. L. Benfica Portugal | Total club    | Total club    | 26    | 5     | 0       | 0       | 4                   | 0                   | 11                       | 0                        | 41    | 5     |
| S. L. Benfica "B" Portugal | 2.ª           | 2022-23       | 2     | 0     | —       | —       | —                   | —                   | —                        | —                        | 2     | 0     |
| S. L. Benfica "B" Portugal | Total club    | Total club    | 2     | 0     | 0       | 0       | 0                   | 0                   | 0                        | 0                        | 2     | 0     |
| S. C. Corinthians · Brasil | 1.ª           | 2023          | 15    | 1     | —       | —       | 0                   | 0                   | 3                        | 0                        | 18    | 1     |
| S. C. Corinthians · Brasil | Total club    | Total club    | 15    | 1     | 0       | 0       | 0                   | 0                   | 3                        | 0                        | 18    | 1     |
| Al-Duhail S. C. Catar | 1.ª           | 2023-24       | 10    | 0     | —       | —       | 2                   | 0                   | 1                        | 0                        | 13    | 0     |
| Al-Duhail S. C. Catar | 1.ª           | 2024-25       | 21    | 3     | ―       | ―       | 10                  | 0                   | ―                        | ―                        | 31    | 3     |
| Al-Duhail S. C. Catar | Total club    | Total club    | 31    | 3     | 0       | 0       | 12                  | 0                   | 1                        | 0                        | 44    | 3     |
| Al-Wakrah S. C. Catar | 1.ª           | 2025-26       | 0     | 0     | ―       | ―       | 0                   | 0                   | ―                        | ―                        | 0     | 0     |
| Al-Wakrah S. C. Catar | Total club    | Total club    | 0     | 0     | 0       | 0       | 0                   | 0                   | 0                        | 0                        | 0     | 0     |
| Total carrera | Total carrera | Total carrera | 174   | 12    | 44      | 1       | 30                  | 0                   | 42                       | 3                        | 290   | 16    |
| (1) Incluye datos de la Copa de Brasil, Copa de Portugal, Copa de la Liga de Portugal, Copa del Emir de Catar, Copa de las Estrellas de Catar y Copa Príncipe de la Corona de Catar. (2) Incluye datos de la Copa Libertadores, Copa Sudamericana, Liga de Campeones de la UEFA, Liga Europa de la UEFA y Supercopa Catar-UAE. |               |               |       |       |         |         |                     |                     |                          |                          |       |       |

## Palmarés

### Títulos estatales
| Título              | Club         | Estado    | Año  |
| ------------------- | ------------ | --------- | ---- |
| Campeonato Paulista | Santos F. C. | São Paulo | 2016 |

### Títulos nacionales
| Título                         | Club            | País     | Año  |
| ------------------------------ | --------------- | -------- | ---- |
| Primeira Liga                  | S. L. Benfica   | Portugal | 2023 |
| Copa de las Estrellas de Catar | Al-Duhail S. C. | Catar    | 2025 |

### Distinciones individuales
| Distinción                                     | Año                  |
| ---------------------------------------------- | -------------------- |
| Bola de Prata                                  | 2019                 |
| Parte del Equipo Ideal de la Copa Libertadores | 2020[cita requerida] |
| Equipo Ideal de América                        | 2020[cita requerida] |